# E-I-E-I-(Annoyed Grunt)
«E-I-E-I-(Annoyed Grunt)» (рус. Тома́к) — пятый эпизод одиннадцатого сезона мультсериала «Симпсоны». Впервые вышел в эфир 7 ноября 1999 года.

## Сюжет
Гомер начинает вызывать всех на дуэль после просмотра фильма «Зорро» в кинотеатре Гуглплекс. Большинство людей отказывали ему, до тех пор пока Гомер не встретил старомодного Полковника, который принял его вызов. После неудачной попытки отвертеться от дуэли Гомер и его семья убегают в деревню, где они становятся фермерами. Жизнь фермера Гомера была нелегка, до тех пор пока он не изобрёл новый продукт под названием томак: томаты, скрещённые с табаком. Новый овощ отвратителен на вкус, но вызывает жуткое привыкание. Продавая ведро за ведром этого чудо-продукта, Гомер привлекает внимание некой табачной компании, которая хочет капитализировать новый продукт. Но Гомер отказался от 150 миллионов долларов за рецепт, он захотел 150 миллиардов. Естественно ему отказывают, к тому же весь урожай пожирают местные животные, от чего они становятся агрессивными и пытаются убить Симпсонов, так как у них остался последний росток с Томаком. Гомеру приходится избавиться от продукта ради спасения своей жизни. Последний Томак крадут люди из табачной кампании, но их тут же постигает наказание — на их вертолёт проникают животные и все, кто находился на нём, погибли. Симпсоны возвращаются в город, и Гомер соглашается на дуэль. К счастью, благодаря Мардж и её пирогам, Гомер избегает смерти.